# Eustrotia nephrosticta
Eustrotia nephrosticta là một loài bướm đêm trong họ Noctuidae.